# Domenico Gallo (politico)
Domenico Gallo (Avellino, 1º gennaio 1952) è un politico italiano.

## Biografia
Magistrato cassazionista, ha svolto funzioni giudicanti presso il tribunale di Roma.
Viene eletto al Senato della Repubblica in occasione delle elezioni suppletive svoltesi nel collegio di Pistoia nel settembre 1994, quando sconfigge il candidato di centro-destra Vito Panati. A Palazzo Madama aderisce al gruppo di Rifondazione Comunista. A giugno 1995 abbandona il PRC con la scissione del Movimento dei Comunisti Unitari di Famiano Crucianelli, aderendo al gruppo misto. Conclude il proprio mandato parlamentare nel maggio 1996.
Nel 2016 fa parte del Comitato per il No nel referendum sulle modifiche alla Costituzione.

## Opere
- La Dittatura della Maggioranza (coautori: Aldo e Giuseppe Bozzi, Domenico Gallo, Raniero La Valle, Pancho Pardi, Federica Resta), Chimienti editore, ISBN 978-88-6115-013-3
- Sinistra europea (coautori: V. Agnoletto, J.L. Del Roio, P. Folena, D. Gallo, L. Menapace, S. Siniscalchi), Chimienti editore, ISBN 978-88-6115-005-8
- Salviamo la Costituzione A cura di Domenico Gallo e Franco Ippolito, Introduzione di Raniero La Valle, Saggio di Luigi Ferrajoli, Chimienti editore
- Se dici guerra umanitaria. Guerra e informazione. Guerra all'informazione, A cura di Corrado Veneziano e Domenico Gallo, Besa editrice - 2005, ISBN 88-497-0288-4
- Millenovecentonovantacinque Cronache da Palazzo Madama e oltre, di Domenico Gallo, Edizioni Associate, Roma 1999